# Віденська партійна школа
Віденська партійна школа на Пратерштрассе  (нім. Wiener Parteischule) — важливий і найстаріший навчальний заклад Віденської СДПА. Вона була заснована в 1924 році.

## Історія
Віденська школа була заснована в 1924 році, їй передувала партійна школа в Боденбасі, що діяла у 1910—1914 роках, до Першої світової війни. Віденська школа існувала до 1934 року. Вона навчала в 1920-ті і 1930-ті роки від 60 до 100 випускників на рік. Це була частина освітньої системи, в яку входили навчальні заклади, починаючи від районних партійних і Віденської партійної шкіл до Віденського робочого коледжу. Керівник школи був з 1927 по 1934 року більш пізнім державним секретарем Федерального міністерства майнового забезпечення та економічного планування Франц Раушер (1900—1988).
В 1947 році вона була знову відкрита Карлом Чернетцем. За останні 69 років більше 1000 партійних чиновників успішно пройшли курс навчання.